# Tomás Guzmán
Tomás Andrés Guzmán Gaetan (*Asunción, Paraguay, 7 de marzo de 1982) es un exfutbolista paraguayo que se desempeñaba como centrocampista o delantero. Su equipo de retiro fue el Club Sportivo San Lorenzo de la Asociación Paraguaya de Fútbol (APF).

## Trayectoria
Su primer equipo fue el Club Presidente Hayes de la Segunda División de Paraguay, jugó varios partidos como titular y se destacó en el equipo. Fue seleccionado por su país para el Campeonato Sudamericano Sub-17 de 1999 que obtuvo la clasificación a la Copa Mundial de Fútbol Sub-17 de 1999 en Nueva Zelanda. En el 2001 se convirtió en flamante refuerzo de la Juventus Football Club.
Pasó por el club Olimpia en el 2013 y se retiró en el Club Sportivo San Lorenzo.

## Participaciones en Copas del Mundo
| Mundial                               | Sede          | Resultado    |
| ------------------------------------- | ------------- | ------------ |
| Copa Mundial de Fútbol Sub-17 de 1999 | Nueva Zelanda | 4° de final  |
| Copa Mundial de Fútbol Sub-20 de 2001 | Argentina     | Cuarto lugar |

## Clubes
| Club             | País     | Año         |
| ---------------- | -------- | ----------- |
| Presidente Hayes | Paraguay | 1998 - 2000 |
| Juventus         | Italia   | 2001 - 2002 |
| Ternana Calcio   | Italia   | 2002 - 2003 |
| FC Messina       | Italia   | 2003 - 2004 |
| FC Crotone       | Italia   | 2004 - 2005 |
| Juventus         | Italia   | 2006 - 2007 |
| Piacenza Calcio  | Italia   | 2008 - 2012 |
| Olimpia          | Paraguay | 2013        |
| 12 de Octubre    | Paraguay | 2014        |
| San Lorenzo      | Paraguay | 2015        |